# Bodley’s Librarian
Bodley’s Librarian ist die Bezeichnung für den Leiter der Bodleian Library in Oxford. Der Titel geht auf Sir Thomas Bodley zurück, der sowohl der Bibliothek als auch deren Leitern ihren Namen gab.

## Geschichte des Titels
Nachdem die Bibliothek der University of Oxford im Jahr 1550 auf Anordnung des Dekans von Christ Church sämtliche Bestände aufgeben musste, die mit dem Katholizismus in Verbindung standen, blieben nur so wenige Bücher über, dass sich die Erhaltung der Bibliothek nicht mehr lohnte und ihre Räumlichkeiten schließlich von der medizinischen Fakultät übernommen wurden.
Die Rettung kam in Gestalt von Sir Thomas Bodley, der die Bibliothek wiederaufbauen ließ und Thomas James als Bibliothekar und somit ersten Bodley’s Librarian anstellte. Bodley selbst hatte sehr klare Vorstellungen davon, wie die Bibliothekare der Bodleian Library zu sein hatten und formulierte Sorgfältigkeit, Vertrauenswürdigkeit, Aktivität und Diskretion als notwendige Tugenden für diesen Beruf. Zusätzlich verlangte Bodley, dass die Bibliothekare über ein abgeschlossenes Studium verfügen, in der Sprachwissenschaft bewandert und weder durch die Ehe noch durch regelmäßige geistliche Verpflichtungen (darunter verstand Bodley vor allem Pfarreien) gebunden sein sollten.

## Liste der Bodley’s Librarians
Die folgende Liste verzeichnet alle bisherigen Bodley’s Librarians von den Anfängen der Bibliothek bis heute. Da die Geschichte Großbritanniens oft einen direkten oder indirekten Einfluss auf die Situation der Bodleian Library (insbesondere in Bezug auf Budget, Bestand und Benützungsordnung), wird sie in dieser Tabelle ebenfalls berücksichtigt.
| Name                | Reihenfolge als Bodley’s Librarian | Amtsperiode | College-Zugehörigkeit (A steht für Alumni, M für Mitglied)                 | Bedeutende Bestandszuwächse | Historischer Kontext | Weitere Bemerkungen |
| ------------------- | ---------------------------------- | ----------- | -------------------------------------------------------------------------- | --- | --- | --- |
| Thomas James        | 1                                  | 1599–1620   | New College (A, M)                                                         | | Ausbruch des Dreißigjährigen Krieges | James wurde 1599 von Bodley selbst als Bibliothekar ausgewählt und am 13. April 1602 offiziell angestellt. Am 12. Dezember 1610 vereinbarte James mit der Stationer’s Company of London eine Art Pflichtexemplar-Regelung für alle von der Company gedruckten Bücher. |
| John Rouse          | 2                                  | 1620–52     | Balliol College (A), Oriel College (M)                                     | | Dreißigjähriger Krieg und Westfälischer Friede, Englischer Bürgerkrieg, Interregnum (1649–1660) | Rouse war ein Freund von John Milton. Nach Robert Burtons Tod durfte Rouse aus dessen Bibliothek alle Exemplare wählen, die der Bibliothek noch fehlten und erweiterte so den Bestand um ein Vielfaches. Bekannt ist auch die Anekdote, dass Rouse während des Englischen Bürgerkriegs dem britischen König Karl I. die Ausleihe eines Manuskripts verweigerte, was dieser wohlwollend akzeptierte. |
| Thomas Barlow       | 3                                  | 1652–60     | Queen’s College (A, M)                                                     | Bibliothek von John Selden (online) | Interregnum (1649–1660) | Barlow erließ ein Ausleihverbot, um die zahlreichen Bücherdiebstähle zu verhindern. Er bemühte sich um die Öffnung der Bibliothek für Juden und lud trotz Kritik den katholischen Gelehrten Abraham a Sancta Clara ein. Außerdem setzte sich Barlow für den Hebraisten Thomas Smith ein. |
| Thomas Lockey       | 4                                  | 1660–65     | Christ Church College (A, M)                                               | | | Lockey, der von dem Historiker Anthony Wood als "not altogether fit for that office" beschrieben wurde, sah das Amt eher als Bürde und kündigte nach knappen fünf Jahren. Seine letzte offizielle Tat als Bodley’s Librarian war eine lateinische Rede, die er vor dem 1. Earl of Clarendon hielt.                                                                                                  |
| Thomas Hyde         | 5                                  | 1665–1701   | Queen’s College (A, M)                                                     | | Große Pest von London, Großer Brand von London, Holländischer Krieg, Bill of Rights, Pfälzischer Erbfolgekrieg                                                                                           | Hyde betrieb sein Amt als Nebenbeschäftigung, da er außerdem Geistlicher in Salisbury und Gloucester sowie Laudian Professor of Arabic und Regius Professor of Hebrew tätig war. Er kündigte nach sechs Jahren, da er die "Mühe und Plackerei" des bibliothekarischen Alltags leid war. |
| John Hudson         | 6                                  | 1701–19     | Queen’s College (A), University College (M)                                | Schriften von Edward Bernard (online) | Spanischer Erbfolgekrieg, Vereinigung Englands und Schottlands zum Königreich Großbritannien, Québec-Expedition                                                                                          | Hudson war begeisterter Bibliophiler und stand mit zahlreichen Gelehrten und tauschte sich auf diesem Gebiet unter anderem mit Thomas Smith, Hans Sloane, Jacobus Perizonius und Lorenzo Alessandro Zaccagni aus. Da er jedoch kaum praktisches Wissen über das Bibliothekswesen besaß und seine Käufe ohne Rücksicht aufs Budget tätigte, gaben ihm Zeitgenossen den Beinamen "Buchhändler".       |
| Joseph Bowles       | 7                                  | 1719–29     | Hart Hall (heute: Herford College, A), St Mary Hall (A), Oriel College (M) | | | |
| Robert Fysher       | 9                                  | 1729–47     | Christ Church College (A), Oriel College (A, M)                            | | Jakobitenaufstand in Schottland | Robert Fysher, ein Tory, gewann die Wahl zum Bodley’s Librarian nur knapp gegen Francis Wise, den Kandidaten der Whigs. Gemeinsam mit seinen Kollegen Thomas Hearne und Moses Williams widmete er sich der Erstellung eines neuen Bibliothekskataloges, der vielfach für seine Genauigkeit gelobt wurde.                                                                                            |
| Humphrey Owen       | 10                                 | 1747–68     | Jesus College (A, M)                                                       | Clarendon State Papers (online), Carte Papers (online), Sammlung von George Ballard (online), Furney Manuscripts (online), St. Amand's Adversaria (online), Manuskripte von Richard Rawlinson (online) | Siebenjähriger Krieg und Frieden von Hubertusburg | Owen ließ während seiner Amtszeit umfangreiche Renovierungsarbeiten durchführen und kümmerte sich intensiv um den Bestand. Er stand in Kontakt mit bekannten Zeitgenossen wie Francis Wise, Browne Willis und William Stukeley. |
| John Price          | 11                                 | 1768–1813   | Jesus College (A)                                                          | Gough-Karte, später weitere Teile der Sammlung von Richard Gough (online) | Boston Tea Party und Unabhängigkeitserklärung der Vereinigten Staaten, Amerikanischer Unabhängigkeitskrieg, Meuterei auf der Bounty, Schlacht von Trafalgar                                              | Price war schon von 1765 bis 1767 Owens Vertreter gewesen und hatte dessen Gehalt bezogen. Dennoch gewann er die Wahl nur knapp gegen William Cleaver. Prices Leitungsmethoden waren umstritten: Von Thomas Beddoes wurde er wegen seiner Nachlässigkeit scharf kritisiert und gleichzeitig von John Nichols lobend als Pionier bezeichnet.                                                         |
| Bulkeley Bandinel   | 12                                 | 1813–60     | New College (A, M)                                                         | Manuskriptsammlung von Matteo Luigi Canonici (online), Manuskriptsammlung von Giovanni Saibante (online), Musikaliensammlung von Gore Ouseley (online), Sammlung von David Oppenheimer                 | Befreiungskriege, Wiener Kongress, Copyright Act von 1814 (dadurch wurde der Bodleian Library ein Pflichtexemplar jeder britischen Publikation zugestanden), Londoner Vertrag, Wirtschaftskrise von 1857 | Bandinel vergrößerte bald nach seiner Wahl den Mitarbeiterstab, verlängerte die Öffnungszeiten und erhöhte die Gehälter der Angestellten. Er ließ einen neuen Bibliothekskatalog anfertigen und kaufte vermehrt ausländische und seltene Bücher an. |
| Henry Octavius Coxe | 13                                 | 1860–81     | Worcester College (A)                                                      | | Eröffnung des Sueskanals | Coxe beschäftigte sich in seiner Amtszeit viel mit Reformen im Bereich der Pflichtexemplar-Regelung sowie der Katalogisierung und Aufstellung von Büchern. Er stellte den von Bandinel begonnenen Bibliothekskatalog fertig und machte Teile der Radcliffe Camera für die Bibliothek nutzbar. |
| Edward Nicholson    | 14                                 | 1882–1912   | Trinity College (A)                                                        | | Helgoland-Sansibar-Vertrag, Britisch-Sansibarischer Krieg, Deutsch-Britisches Flottenwettrüsten, Faschoda-Krise, Bildung der Entente cordiale, Vertrag von Sankt Petersburg                              | Nicholson war der erste Bodley’s Librarian ohne linguistische oder paläographische Vorbildung, dafür aber mit viel Erfahrung im Bibliothekswesen. Er stellte die Gewinnung von Raum und mehr Personal über die Katalogisierungsarbeiten und wurde daher von Falconer Madan heftig kritisiert. |
| Falconer Madan      | 15                                 | 1912–19     | Brasenose College (A, M)                                                   | | Erster Weltkrieg | Madan war der Autor zahlreicher anonymer Streitschriften gegen Nicholson und wurde letztlich zu dessen Nachfolger gewählt. Unter ihm wurde die Bodleian Library schuldenfrei und begann mit der Publikation einer eigenen vierteljährlichen Fachzeitschrift. |
| Arthur Cowley       | 16                                 | 1919–31     | Trinity College (A, M) und Mitglied des Magdalen College                   | | Salzmarsch, Weltwirtschaftskrise | Cowley führte die Sparmaßnahmen seines Vorgängers fort und vereinigte mehrere Bibliotheken der University of Oxford, darunter die Radcliffe Camera und die Indian Institute Library, unter seiner Leitung. Cowley erfreute sich großer Beliebtheit bei Jung und Alt, was ihm zahlreiche einflussreiche Kontakte verschaffte.                                                                        |
| Edmund Craster      | 17                                 | 1931–45     | Balliol College (A), All Souls College (M)                                 | | Weltwirtschaftskrise, Zweiter Weltkrieg | Crasters Amtszeit stand ebenso wie die seiner Vorgänger unter dem Zeichen von Sparmaßnahmen. Er überwachte den Bau der New Bodleian, die Sir Giles Gilbert Scott entworfen hatte. |
| Harry Creswick      | 18                                 | 1945–47     | Christ Church College (M)                                                  | | Dekolonisation | |
| Nowell Myres        | 19                                 | 1948–65     | New College (A), Christ Church College (M)                                 | | Dekolonisation, Sueskrise, Flowerpower Bewegung | Myres machte es sich zum Ziel, der Bodleian Library nationales und internationales Renommee zu verschaffen. Er begann, regelmäßig Konferenzen zu veranstalten und gründete die Society of Bodley’s American Friends. |
| Robert Shackleton   | 20                                 | 1966–79     | Oriel College (A), Brasenose College (M)                                   | | Dekolonisation, Flowerpower Bewegung | Shackleton bemühte sich weiterhin um das positive Außenbild der Bodleian Library, jedoch ohne viel Wert auf interne Verbesserungen zu legen, was ihm die Kritik mancher Kollegen einbrachte. |
| Richard Fifoot      | 21                                 | 1979–81     | Exeter College (M)                                                         | | | |
| John Jolliffe       | 22                                 | 1982–85     | Nuffield College (M)                                                       | | | Joliffe übernahm die Leitung der Bodleian Library unter strengen Sparauflagen, kümmerte sich aber dennoch um den Einsatz moderner technischer Mittel im Bereich der Katalogisierung. Seine Amtszeit endete abrupt mit dem Tod im Alter von 55 Jahren. |
| David Vaisey        | 23                                 | 1986–96     | Exeter College (A, M)                                                      | | | Vaisey war ein vielbeschäftigter Dozent, Archivar und Autor, der sich insbesondere um die Vernetzung der Bodleian Library mit anderen archivarischen Einrichtungen bemühte. |
| Reginald Carr       | 24                                 | 1997–2006   | Balliol College (M)                                                        | | | Carr gründete die Oxford Digital Library, vereinigte die Universitätsbibliotheken von Oxford unter dem Namen Bodleian Libraries und war auch in der Renovierung der Bibliothek verdienstreich tätig. |
| Sarah Thomas        | 25                                 | 2007–13     | Balliol College (M)                                                        | | Veröffentlichungen von Edward Snowden | Thomas war die erste Frau und die erste Nicht-Britin im Amt der Bodley’s Librarian. |
| Richard Ovenden     | 26                                 | seit 2014   | Balliol College (M)                                                        | | Veröffentlichungen von Edward Snowden, Brexit-Debatte | Parallel zu seiner Tätigkeit als Bodley’s Librarian ist Ovenden Schatzmeister des Consortium of European Research Libraries, Präsident der Digital Preservation Coalition und Mitglied des Council on Library and Information Resources. |